# لوشن پای
لوشن پای (انگلیسی: Lucian Pye; ۲۱ اکتبر ۱۹۲۱ –  ۵ سپتامبر ۲۰۰۸) کارشناس سیاسی، سیاست تطبیقی و شرق‌شناس اهل ایالات متحده آمریکا بود. پای در دانشگاه ییل درس خوانده‌است. پای بر ویژگی‌های فرهنگ‌های خاص در تولید نظریه‌های سیاسی پیشرفت در مدرن سازی ملت‌های جهان سوم پرداخت. او در زمینهٔ روان‌شناسی سیاسی و فرهنگ سیاسی سرآمد بود.
پای در ۸۶ سالگی از سینه‌پهلو درگذشت.